# Бареса
Бареса (итал. Baressa) је насеље у Италији у округу Ористано, региону Сардинија.
Према процени из 2011. у насељу је живело 723 становника. Насеље се налази на надморској висини од 164 м.

## Становништво
| 1931. | 1936. | 1951. | 1961. | 1971. | 1981. | 1991. | 2001. | 2011. |
| ----- | ----- | ----- | ----- | ----- | ----- | ----- | ----- | ----- |
| 963   | 1.033 | 1.157 | 1.209 | 1.023 | 1.001 | 962   | 849   | 723   |